# Грејс О' Мали
Грејс О'Мали или Грејн Маол, рођена је 1530. године у богатој ирској племићкој породици. Њена личност постала је изразита у ирској историји. Током бурног живота стекла је значајан политички утицај. Успјешно је штитила независност подручја својих предака у времену када је већи дио Ирске потпао под енглеску власт. Као одлучан и храбар предводник своје земље, борила се свим снагама и средствима како би заштитила и осигурала независност Ирске те сузбила енглески утицај. Била је предводник ирске поморске флоте, али је такође учествовала у нападима и пљачкама трговачких бродова, тежећи тако да осигура што веће богатство свог народа. МоЋ и богатство, поред пљачкања, стиче насљедством своје мајке. У том вријеме ирском је управљало десет братстава а Грејс је командовала флотом од двадесет бродова, предводећи искусне морнаре и борце који су нападали непријатеље и трговачке лађе. Још као дијете била је изузетно опчињена морем, једрењацима, ратом и потрагом за благом. Својим необичним животом уписала је себе у легенду једног времена, истакнувши се као најважнија личност ирске историје. Прозвана је Краљицом мора и Црном дамом из Дуне. Њено име постало је синоним за Ирску слободу и понос, борећи се против угњетавања свог народа. Одбацила је уобичајену улогу жене 16. вијека и својом личношћу и снагом, и поставила име жене у свему равноправне мушкарцима.

## Црна дама из Дуне
Била је ћерка угледног поморског трговца Овена О' Малија, вође највећег ирског братства, који се супротставио енглеским освајањима династије Тјудор. На трону Енглеске у то вријеме, био је Хенри VIII (1491-1547.) који је био син оснивача династије Тјудор - Хендрија VII Тјудора. Он је покушавао да наметне превласт нас Ирском и Велсом, те је стога 1509. године прогласио енглески језик службеним језиком цијелог подручја енглеског краљевства. То је изазвало бунт и незадовољство код Ираца и Велшана. Овен, Грејсин отац, окопуо је неколико група сународника у намјери да се супротстави обијесном енглеском владару.
Грејс је младост провела у породичним кућама на Белклару и на острву Клер. Кроз преиод образовања стекла је знање из неколико европских језика. У раним годинама њеног живота испољавала је велику жудњу и жељу за славом. Одушевљење очевим подвизима, изазивало је у њој јасну намјеру да крене очевим корацима. Легенда каже да је једном приликом јако жељела да плови са оцем у Шпанију, али јој је то забрањено уз аргумент да би јој је коса могла уплести у конопце на броду. Грејс је тада исјекла своју косу на кратко и добила назив „Gráinne Mhaol“ (maol-ћелав, кратке косе). Такође, почела је да се облачи као дјечак. Задивљена њеној жудњом за морем и пловидбом, породица јој је дала надимак Танко Зрно. Почетак своје авантуре, доживјела је у 16. години свог живота, гдје је први пу ступла на једрењак, те се од тад њен живот одвијао углавном на води. Вјежбом је постала изузетан борац и мачевалац. Према легенди, једном приликом је спасила оцу живот, преокренувши ток борбе против гусара. По очевој смрти наслиједила је његове бродове и трговачке везе. Повела је трговински и поморски рат против Хенрија VII, нападом на енглеске бродове.
За Ирце она је била одраз снажне жене која је постигла потпуну равноправност са мушкарима, великог борца за независност, док је за Енглезе постала лопот и окрутни гусар који је изазивао страх и трепет у њиховом народу, држећи чврсто обале у својој власти.
Сматра се да је О'Мали спасила неког бродоломника са мора. Тај бродоломник, постао је њен љубавник. Међутим, у сукобу са вођом енглеске флоте Мекмагом, њена љубав бива убијена од стране Мекмага у мјесту Акхил. То је у њој изазвало жељу за осветом. Наиме, док су Мекмахонови путовали бродом на ходочашће ка острву Кахер, Грејс их је напала са два једрењака. Лађа Мекмахонових била је потопљена и нико од чланова постаде нити путника, није преживио. Али овај чин није био довољан за њу, па је отпловила до Баликроја, гдје се налазио замак Мекмахових - Дун. Бомбардовањем из бродских топова, замак је спалила до темеља а Грејс са својом посадом је у наредна два сата поубијала све становнике Дуна. Од тог страшног догађаја, Гејс О'Мали названа је Црном дамом из Дуне.

## Породица
У седамнаестој години свог живота, Грејс се ступа у први брак са Доналдом Флетвертагом, насљедником моћног клана О'Флаерти чија породица посједује највећу земљишну имавину у Ирској. Са њим је добила двојицу синова, Овена и Мароја, те кћерку Маргарет. 1566. године удаје се по други пут, за Ричарда Бурка (познат као Гвоздени Ричард). Њихов брак заправо је имао политичку намјеру гдје би О'Малијевим било дозвољено коришћење морске луке у Бурковом власништву, као и утврђене базе Рокфлит са замком и двоструким редом зидина. Заједно са мужем, живјела је у Рокфлиту, гдје им се родио син Тибот, који ће касније од краља Ричарда II добити титулу виконта (1626. године). Испуњене политички интереса омогућило је О'Малијевима да на западној обали изгради низ утврђења окренутих према мору. То им је послужило као увид у морнарице које је пловиле Ирским морем и Каналом Св. Ђорђа а и како би штитили своју пространу област. Из главне базе у Рокфилту, нападали су бродове, пљачкали их те поред тога пљачкавши и острва Шкотске, опорезујући све посједнике морнарица, па чак и рибаре. Када би заустављали трговачке бродове, захвјевали су дио терета у замјену за сигуран пролаз. Ризница О'Малијеве постајала је све већа.

## Говор мача
Ирски борци за назависност окарактерисани су као сурови и немилосрдни јер су сваком отпору одговарали насиљем и убиствима.
"Грејс је сина Тибота родила у бродској кабини. Дан послије његовог рођења, њен једрењак напали су турски разбојници. Иако исцрпљена од порођаја, попела се на палубу и на гусаре отворила паљбу из два пиштоља. На крају је њена посада савладала нападаче, заробивши њихов брод. Све разбојнике објесила је на Рокфилту." - сер Хенри Синди, савременик Грејс О'Мали и некадашњи ирски гувернер
Утицај Ираца је растао а Грејс није имала милости ни према сународницима који су исказивали и најмање непоштовање.
"Године 1576. Грејс О'Мали отпутовала је у посјету лорду Хоуту. Дочекале су је затворене капије замка, како за њу, тако и за све остале посјетиоце. Осјетивши се увријеђеном, отела је унука и насљедника лорда Хоута, Кристофера од Светог Лоренца, десетог барона Хоута. Лорд је морао да плати откуп у злату уз писмену обавезу да ће врата његовог замка заувијек остати отворена за Грејс и њене људе, како данас тако и наредних стотину година." - лорд Хенри Синди
У марту 1574. године, Енглези су одлучили да коначно сузбију клан О'Мали. Овакву одлуку у њима изазвало је непрестано хвалисање Грејс О'Мали. Говорила је: "моја ризница је већа од краљичине".
"Сила бродова и војника опколила је Грејс О'Мали у замку Рокфлит... За двије недеље пиратска краљица је одбрану претворила у напад, Енглези су били присиљени да се повуку. Но такве побуне не могу трајати заувијек. Енглези су мијењали ирске обичаје и законе, забрањујући систем избора гувернера Ирске. О'Малијева је била пријетња нашој власти те се она до 1593. године нашла у сукобу не само са Енглеском већ и са Краљевином Ирском." - лорд Хенри Синди
Почели су сукоби између кланова у Ирској, те је њен клан био нападнут више пута. 1584. године Ричард Бингам, племић и вјешт официр, постао је гувернер Ирске. Као први његов замјеник, постављен је Џон Перо. Као владари над Ирком, добили су задатак да очувају мир на том подручју. Прва и главна пријетња миру, био је клан О'Малијевих. Владари Ирске су одлучили да подузму потребне кораке. Џон Перо је Гејсиног сина Тибота на превару измамио на састанак, те га потом затворио у дворцу Балтимор.
"Ирце никада не можеш уббиједити ријечима, он разумију само говор мача." - сер Ричард Бингам
Други корак изкорјењивања немира из Ирске, био је напад на замак код Лог Маска, мјеста гдје је боравио клан Бурк, савеници О'Малијевих, спаливши га до темеља. У вријеме напада на замак, Овен, старији Грејсин син је убијен из засједе пушком Џона Пероа. Пут три године су се водиле борбе на копну и мору као знак револта и побуне, освете и мржње Грејс О'Мали.

### Смрт Овена О'Малија
Грејс је наводно тврдила да је њен цин убијен са 12 смртоносних рана, док је Бингам тврдио да је Овен био њихов затвореник те да је страдао приликом покушаја бјекства.
До 1587. године, трајала је побуна, све док Бингам није позван у Лондон те послат у Шпанију да се бори. Џон Перо је помиловао све побуњенике, међу којима су били Грејс и њена дјеца. Тибот је пуштен на слободу.

### Преокрет у рату против Шпаније
Шпанија је кренула у успјешан противнапад на Ирску. Бингам је хитно враћен како би надгледао кланове да се неким случајем не би придружили шпанској војсци. Умјесто преговора, Бингам је насиљен одлучио спровести свог циљ. Но, крајњи циљ му је била пљачка замка Рокфлит, гдје се налазило намогмилано благо Грејс О'Мали.

## Нови план борбе
Гувернер Бингам је имао превласт на копну и мору, због чега му је Грејс понудила већи дио свој богатства. Но, то није задовољило гувернера који је желио да се домогне цијелог богатства. Грејс му је предала дио и обећала да ће добити остакат. У том периоду, тајно је отпутовала у Лондон у посјету краљици Елизабети I. Прије самог пријема, морала је да одговори на 18 питања лорду Баргелу. Изнијела је своју животу причу, исказавши како је живјела мирно на мору, изван сви злочина који су се догађали, све до тренутка када је гувернер Буингам убио њеног сина и присило је да напусти замак. На запрепашћење цијелог двора, краљица је пристала да разговара са Грејс. Елизабета I, појавила се у свечаној хаљини пред њом, те је замолила да причају на латинском.
"Није се поклонила владарки. Пожалила се на Бингамово управљање Ирском, рекавши да због њега и његових недјела чланови клана мисле како је краљица лоша владарка."
Исход необично дугог разговора међу њима био је договор којим се Грејс О'Мали обавезала да нећше подржавати независност Ирске, те да ће у том случају гувернер Бингам бити смјењен. Уз помоћ доушника, изненађен краљичином одлуком, гувернер Бингам вјежи из Ирске у Шпанију. Након недуго времена бива ухваћан. Сво украдено благо из ризнице О'Малијевих пренијето је у краљевску ризницу. Гувернер Ричард је послат у кућни притвор "да се опамети" (Елизабета I - записао Хенри Синди).

## Кравави деветогодишњи рат
Само годину дана након што је Грејс О'Мали посјетила енглеску краљицу, избио је рат између Енглеске и Ирске (1594-1603). Рат се водио на цијелој територији Енглеске али најинтензивнија борба одигравала се у сјеверној покрајини Алстер гдје су побуњеници били предвођени кланом О'Нил. На врхунцу сукоба, у склопу енглеске војске налазило се око 20.000 војника. Клан О'Малијевих није учествовао у борбама. Грејс је одржала своје обећање да неће стати на страну Ирске али је ипак новчано помогала устанике.

## Крај живота
Умрла је у потпуном сиромаштву 1603. године када се рат и завршио поразом Ирске и прогоном побуњеника. Умрла је у замку Рокфлит, исте године кад и краљица Елизабета I. Остала је синбол угледног вође, доброг политичара, оличење Ирске те извор надахнућа за многе романе, представе, филмове и пјесме. "Краљица пирата" данас има свој музеј у ирском округу Вестпорту, посвећен њеној борби и животу. Њим данас управљају Грејсини потомци из четрнаестог кољена.